# マシュー・グレーツァー
マシュー・グレーツァー（Matthew Glaetzer、1992年8月24日 - ）は、オーストラリア、アデレード出身の自転車競技（トラックレース）選手。日本の競輪には、短期登録選手制度で出場。

## 来歴
2010年
- ジュニア世界選手権自転車競技大会
  - スプリント 優勝
  - ケイリン 優勝

2011年
- オーストラリア選手権・チームスプリント 優勝

2012年
- 世界選手権
  -  チームスプリント決勝（+ スコット・サンダーランド、シェーン・パーキンス）で[2]、予選首位通過のフランスを1000分の1秒差下し優勝。
- ロンドン五輪・チームスプリント 4位

2016年
- 世界選手権
  - スプリント 銀メダル
- リオ五輪
  - スプリント 4位
  - ケイリン 10位
  - チームスプリント 4位

2018年
- 世界選手権
  - スプリント 優勝
  - 1Kmタイムトライアル 銀メダル

## 競輪
日本の競輪に初参加となった2018年シーズンは、計14場所（単発企画レース「KEIRIN EVOLUTION」と4日制GIII「国際自転車トラック競技支援競輪」が1場ずつで他は3日制FI）を走って、優勝9回（「KEIRIN EVOLUTION」を含む）、準優勝3回。
計41走の内訳は、1着36回・2着3回（全て決勝）・3着0回・着外の5着2回（全て決勝）で、勝率87.8%、2連対率および3連対率95.1%だった。
8月から9月にかけて玉野・岸和田・立川・伊東温泉・松山と、3日制FIを5場所連続完全優勝で締めくくり、外国人短期登録選手制度では最多となる15連勝の記録を残した状態で、帰国した。